# NIKE香港女子10公里賽
NIKE香港女子十公里賽，是由香港業餘田徑總會（田總）主辦的道路長跑賽，創始於2015年，由運動品牌NIKE冠名贊助，為田總主辦或合辦的香港六大長跑賽事之一，特別之處為只限女性跑手參加。此賽事是NIKE世界上最大規模、專為女性打造的路跑活動「Nike Women's Race Series」其中一項賽事，該系列提供了從10公里跑到半程馬拉松等各種里程的跑步賽事，賽事路線延及世界各地包括多倫多、倫敦和香港等20多個城市。香港為此項賽事系列的第2站（第1站於日本名古屋舉行）。
大會並為香港業餘田徑總會認可的跑會提供優先參賽名額，持有香港業餘田徑總會「運動員註冊證」的跑手，可以在公開報名前經跑會優先報名此項賽事，無需與普通參賽者一同上網報名。
首屆賽事已於2015年4月4日晚上19:00舉行，由香港女子長跑名將姚潔貞奪得冠軍，時間為36分23秒。
2016年的賽事定於4月2日晚上19:00舉行，地點移師至沙田科學園，是屆由姚潔貞衛冕成功，以35分20秒奪冠。

## 賽制
- 2015年、2016年：10公里

## 比賽路線
- 2015年：啟德郵輪碼頭（起點）→承豐道→觀塘海濱花園（折返）→承豐道→啟德郵輪碼頭（終點）
- 2016年：沙田科學園→白石角海濱長廊→沙田科學園（終點）

## 外部連結
- NIKE香港女子十公里賽官方網頁（页面存档备份，存于）